# Kurt Becker (Schriftsteller)
Kurt Becker (geboren 1931; gestorben 1993) war ein deutscher Jugendbuchautor, darunter Science-Fiction, Kriminalgeschichten sowie einige Jugendsachbücher, darunter Planeten, Raketen, Astronauten, das mehrere Auflagen erlebte. Er verwendete zahlreiche Pseudonyme, unter anderem Gunter Martell, Micha Aalborg und Benno Michael. Er ist nicht zu verwechseln mit dem US-amerikanischen Priester und Autor Kurt Becker (1916–2010), der ebenfalls Science-Fiction schrieb.

## Bibliografie
als Kurt Becker:
- Treffpunkt: Bahndamm : Die Geschichte einer unheimlichen Nacht. Arena, Würzburg 1957.
- Spähtrupp um Mitternacht : Jungenabenteuer in einer Zeit der Bewährung. Arena, Würzburg 1957.
- Mit der Zeitung auf Banditenjagd : Ein packendes Jungenabenteuer in einer rheinischen Grossstadt. Arena, Würzburg 1957.

als Gunter Martell:
- Das goldene Dreieck : Auf der Spur dunkler Mächte in unserer Zeit. Arena, Würzburg 1958.
- Der schwarze Bube sticht : 3 Kriminalgeschichten für die Jugend. Arena, Würzburg 1958.
- Planeten, Raketen, Astronauten : Das Arena-Buch der Raumfahrt. Arena, Würzburg 1961.
- Verfolgung in Locarno : Kriminalgeschichten für die Jugend. Arena, Würzburg 1962.
- Die Spur führt in unsere Stadt : Kriminalerzählung für die Jugend. Arena, Würzburg 1963.
- Die unsichtbare Maske : Kriminalerzählung für die Jugend. Arena, Würzburg 1964.
- Die Nacht in Halle IV : Kriminalerzählung für die Jugend. Arena, Würzburg 1966.
- Die Scouts und der perfekte Planet : Ein Forscher-Team erlebt Überraschungen und Abenteuer auf einem fernen Stern. Arena, Würzburg 1974, ISBN 3-401-03710-2.
- Das phantastische Abenteuer : Geschichten, die morgen geschehen könnten. Arena, Würzburg 1976, ISBN 3-401-03765-X.

als Micha Aalborg: 
- Tochter der bunten Zelte. Arena, Würzburg 1964.
- Schwester des Sommers. Arena, Würzburg 1964.

als Benno Michael:
- Einmal Mond und zurück : Mit dem Raumbus zum Krater Kopernikus. Schwann, Düsseldorf 1969.
- Schaut euch die Raketen an … Und was daraus werden kann. Schwann, Düsseldorf 1970.
- Robos auf dem Ferienmond : 7 phantastische Geschichten. Arena, Würzburg 1975, ISBN 3-401-03731-5.

als Kurt Henry:
- Sechs kühle Nasen auf heisser Spur : Ma, Bruno und ihre Freunde erleben einen aufregenden Fall. Arena, Würzburg 1975, ISBN 3-401-03740-4.